# Église Saint-Pierre-et-Saint-Paul de Mons-en-Laonnois
Pour les articles homonymes, voir Église Saint-Pierre-et-Saint-Paul.
L'église Saint-Pierre-et-Saint-Paul est une église située à Mons-en-Laonnois, en France.

## Localisation
L'église est située sur la commune de Mons-en-Laonnois, dans le département de l'Aisne.

## Historique
Dans son état actuel, l'église date des XIIe – XIVe siècles.

## Protection
Le monument est classé au titre des monuments historiques en 1909.